# Fanocles
Fanocles (en llatí Phanocles, en grec antic Φανοκλη̂ς fou un poeta elegíac grec, un dels millors.
No se sap l'època en què va viure, però pel seu estil devia de ser possiblement contemporani d'Hermesianax de Colofó, Filetes de Cos i Cal·límac (segle iv aC), és a dir, en temps de Filip II de Macedònia i Alexandre el Gran. Les seves poesies, d'acord amb la seva època, parlaven principalment de la descripció dels costums i l'esperit de l'antiga vida grega, sota la forma de narracions principalment de caràcter amatori. Els personatges eren trets de l'antiga mitologia.
Plutarc l'anomena ἐρωτικὸς ἀνήρ (home eròtic), cosa que defineix la temàtica dels seus poemes. Climent d'Alexandria esmenta un poema seu de nom ́Ερωτες ἢ Καλοί en llatí Cupidines, segons Lactanci, que tractava sobre pederàstia on es descriuen els avantatges i les desgràcies que comportava aquest tipus de relació a l'antiga Grècia. Estobeu va conservar un considerable fragment de l'inici d'aquest poema. Parla de l'amor d'Orfeu per Càlais i la venjança de les dones tràcies. Per altres referències (Lactanci), es coneix que celebrava els amors de Cicne per Faetont, de Dionís per Adonis (Plutarc), de Tàntal per Ganimedes (Pau Orosi) i d'Agamemnó per Arginnos (Climent d'Alexandria i Properci). El poema és una mena d'història tràgica d'aquesta pràctica.